# La Treizième Lettre
Pour les articles homonymes, voir Lettre.
Pour plus de détails, voir Fiche technique et Distribution.
La Treizième Lettre (The 13th Letter) est un film américain, reprise du célèbre Le Corbeau réalisé en 1943 par Henri-Georges Clouzot ; sorti en 1951, il a été tourné au Québec par Otto Preminger. 

## Synopsis
En Montérégie, dans un Saint-Marc-sur-Richelieu qui gravite autour d’un soi-disant «hôpital de la Miséricorde», le docteur Laurent (Charles Boyer) joue au «Corbeau» dénonciateur à la manière du docteur Vorzet chez Clouzot, le plus souvent par l'intermédiaire de sa femme Cora (Constance Smith), à qui il en impose. Le nœud de l’action concerne le nouveau docteur Pearson (Michael Rennie) dont Cora s’est amourachée et dont elle cherche à éloigner une rivale, Denise Tourneur (Linda Darnell).
Une demi-douzaine de Québécois dans la distribution, la plupart simples figurants comme Paul Guèvremont, Camille Ducharme et Jacques Auger, mais dans des rôles secondaires relevés avec panache se signalent aussi Jean-Louis Roux en Jean-Louis Gauthier hospitalisé qui, ébranlé par une dénonciation lui attribuant un cancer incurable, se tranche la gorge, et Ovila Légaré en maire qui, dans le vain espoir d’étouffer le scandale qui s'abat sur sa communauté, fait incarcérer sans raison vraiment probante une certaine sœur Marie (Judith Evelyn). 

## Fiche technique
- Titre : La Treizième Lettre
- Titre original : The 13th Letter
- Réalisation  : Otto Preminger
- Production : 20th Century Fox
- Scénario : Howard Koch d'après Le Corbeau de Louis Chavance
- Musique : Alex North
- Photographie : Joseph LaShelle
- Décors : Thomas Little et Walter M. Scott
- Costumes : Charles Le Maire et Edward Stevenson
- Montage : Louis R. Loeffler
- Pays d'origine : États-Unis
- Format : noir et blanc
- Genre : Drame, suspense
- Durée : 85 minutes
- Date de sortie : janvier 1951

## Distribution
- Charles Boyer : le docteur Paul Laurent
- Constance Smith : Cora Laurent
- Michael Rennie : le docteur Pearson
- Linda Darnell : Denise Tourneur
- Judith Evelyn : la sœur Marie Corbin
- Françoise Rosay : Madame Gauthier
- Jean-Louis Roux : Jean-Louis Gauthier, son fils
- Ovila Légaré : le maire du village
- Jacques Auger : le curé
- Camille Ducharme : le pharmacien
- Paul Guèvremont : le facteur
- J. Léo Gagnon
- Juliette Huot
- Patrick O'Moore (non crédité) : un interne